# Entedon caudatus
Entedon caudatus är en stekelart som beskrevs av Julius Theodor Christian Ratzeburg 1848. Entedon caudatus ingår i släktet Entedon och familjen finglanssteklar.
Artens utbredningsområde är Tyskland. Inga underarter finns listade i Catalogue of Life.